# Midhalm
Midhalm of Midhallum is een gehucht in de gemeente Het Hogeland in de provincie Groningen. Het ligt aan het einde van een doodlopende weg ten zuiden van Vierhuizen. Ten zuiden liggen de wierden Oosterhalm en Panser, ten oosten de wierde Beusum en ten westen de Panserpolder. Midhalm bestaat uit twee boerderijen, die allebei Midhalm heten. Beide boerderijen staan aan zuidoostzijde van een afgegraven wierde die gedateerd wordt op het begin van de jaartelling. Aan oostzijde van Midhalm lag vroeger een dobbe, die tegenwoordig gedempt is.
De wierde is aan westzijde deels opgenomen in het dijklichaam van de oude Zuiderdijk van de Marne, die in de 13e eeuw over een oude kwelderrug werd aangelegd via Zuurdijk naar Barnegaten. De wierde bestaat uit een ooster- en een westerhoogte, waartussen vroeger mogelijk een watertje stroomde. De naam Midhalm verwijst naar de locatie van beide boerderijen; te midden van twee 'holmen' ("hoogten" of "heuvels"). Omdat er geen wierde Westerhalm bekend is, wordt vermoed door Acker Stratingh en Andreae dat deze verzwolgen moet zijn door de Lauwerszee. Volgens Westerhoff zou dit voor de aanleg van de Zuiderdijk moeten zijn gebeurd, dus in de vroege 13e eeuw of eerder. Volgens Andreae werden er in de eerste helft van de 18e eeuw uit zoden en turf opgebouwde putten en andere sporen van bewoning zijn gevonden op het wad (zie ook Maddenze). In de Westpolder werd later een boerderij 'Westerhalm' vernoemd naar de vermoedelijk verdwenen wierde.
In de wierde zijn laatmiddeleeuwse scherven en sporen van kloostermoppen aangetroffen. Welke van beide boerderijen de oudste is, is niet te zeggen. Bij de Slag om Zoutkamp in 1589 werd een van beide boerderijen platgebrand, maar weer herbouwd. De noordelijke boerderij heeft de oudste gebouwen. De zuidelijke schuur daarvan draagt muurankers met het jaartal 1771 en is verlengd in 1864. De noordelijke schuur is van 1889 en werd verbreed in 1986. Een derde schuur verrees rond 2010. Het woonhuis werd in 1907 gebouwd naar een ontwerp van G. Havinga uit Den Hoorn. De zuidelijke boerderij is van 1878. In 1986 is er een aardappelloods bijgebouwd.
Hoofdplaats: Uithuizen

Dorpen: Adorp · Den Andel · Baflo · Bedum · Eenrum · Eppenhuizen · Hornhuizen · Houwerzijl · Kantens · Kloosterburen · 't Lage van de Weg · Lauwersoog · Leens · Leenstertillen · Lutjewolde · Mensingeweer · Molenrij · Niekerk · Noordwolde · Oldenzijl · Onderdendam · Onderwierum · Oosteinde · Oosternieland · Pieterburen · Rasquert · Rodewolt · Roodeschool · Rottum · Saaxumhuizen · Sauwerd · Startenhuizen (deels) · Stitswerd · Tinallinge · Uithuizermeeden · Ulrum · Usquert · Vliedorp · Vierhuizen · Warffum · Warfhuizen · Wehe-den Hoorn · Westerdijkshorn · Westernieland · Wetsinge · Winsum · Zandeweer · Zoutkamp · Zuidwolde · Zuurdijk

Buurtschappen, gehuchten, wierden en buurten: 1e Nijhoezen · 2e Nijhoezen · 't Aagt · Abbeweer · Alinghuizen · Arwerd · Barnegaten · Bellingeweer · Bethlehem · Beusum · Bokum · Breede · Broek · Het Bultje · De Dingen · De Raken · De Vennen · Den Haver · Deikum · Doodstil · Douwen · Duisterwinkel · Eelswerd · Eemshaven · Elens · Ellerhuizen · Ernstheem · Ewer · Grijssloot · Groot Maarslag · Groot Wetsinge · De Haar · Hammeland · Den Hander · Harssens · Hefswal · Hekkum · Helwerd · Heuvelderij · Hiddingezijl · Holwinde · De Hoogte · De Horn · De Houw · 't Houweel · De Hucht · Kaakhorn · Katershorn · Kattenburg · Klei · Kleine Huisjes · Klein Garnwerd · Klein Maarslag · Klein Wetsinge · Kolham · Koningslaagte · Koningsoord · De Knijp · Kruisweg · Lutje Marne · Lutke Saaxum · Maarhuizen · (Marnehuizen) · Menkeweer · Menneweer · Midhalm · Midhuizen · Mollenhuizen · Nijenklooster · Noordpolder · Noordpolderzijl · Obergum · Oldenzijl · Oldorp · Oosterhorn · Oosterhuizen (Eenrum) · Oosterhuizen (Zuidwolde) · Oudedijk · Oudeschip · Paapstil · Panser · Plattenburg · Polen · Ranum · Reidland · Roodehaan · Schapehals · Schaphalsterzijl · Schilligeham · Schouwen · Schouwerzijl · Sint Annerhuisjes · 't Stort · De Streek · Takkebos · Ter Laan · Tijum · Valcum · Valom · Wadwerd · Walsweer · Westerhorn (De Marne) · Westerhorn (Hogeland) · Westerklooster · Westpolder · Wierhuizen · Wierum · 't Wildeveld · Willemsstreek · Zevenhuizen